# Marvel – Imperium der Superhelden
Marvel – Imperium der Superhelden ist eine Episode der Dokumentarserie Firmen am Abgrund und behandelt den Aufstieg und Fall von Marvel Comics, sowie den Erfolg des Marvel Cinematic Universe durch die gewagte Gründung der Marvel Studios.

## Inhalt
Die dokumentarische Episode durchleuchtet den Comicverlag Marvel Comics von dessen Entstehung, sowie Weiterentwicklung in der Populärkultur und setzt dabei in den späten 1930er Jahren an; zur Geburtsstunde der Superheldencomics. Als der Verlag DC Comics mit Comicfiguren wie Superman und Batman bereits den Comic-Standard gesetzt hatte, lag der im Jahr 1939 von dem Groschenroman-Verleger Martin Goodman gegründete Verlag Timely Comics, aus dem später Marvel Comics hervorgehen würde, weit hinter dem Erfolg von DC.
Mit Kreationen wie dem patriotischen Superheld Captain America durch die Comicautoren Joe Simon und Jack „King“ Kirby während des Zweiten Weltkriegs, der während der 1950er-Jahre von Stan Lee geschaffenen Superheldentruppe Fantastic Four, sowie der von Lee und Steve Ditko geschaffenen Comicfigur Spider-Man, machte sich der Verlag schließlich einen Namen und setzte mit einer durch die Vielzahl der Superhelden geschaffenen Vernetzung, welche als „Marvel-Universum“ bekannt wurde, neue Maßstäbe. Kreative Vorgänge die maßgeblich von u. a. Stan Lee geschaffen wurden, sorgten dafür, dass Marvel Comics in den 1970er Jahren zum weltweit führenden Comic-Verlag und auch die Comic-Industrie im künstlerischen und wirtschaftlichen Sinne neu erfunden wurde.
Als der Investor Ronald Perelman mit dem Wachstum der Comic-Industrie auf Marvel-Comics aufmerksam wurde und das Unternehmen im Jahr 1989 aufkaufte, wurde man in den Kreisen der kreativen Ebene besorgt. Nach einer anfänglich vervielfachten Umsatz- und Gewinnsteigerung, stieg mit dem Gang an die Börse der Druck auf das Unternehmen, sodass durch eine übermäßige Produktion die Qualität nachließ, wodurch ein Großteil der Leser und wichtiger Mitarbeiter vergrault wurde. Eine Konkursanmeldung, sowie Gerichtsklagen innerhalb der Geschäftsebene trugen zu einer zusätzlichen Rufschädigung bei.
Der von Marvel angeheuerte Geschäftsmann Peter Cuneo sollte den verschuldeten Verlag vor dem Bankrott retten. Mit einer Unternehmenssanierung und der Rückgewinnung wichtiger Autoren und Zeichner durch Gestattung kreativer Freiheit, erfolgte die Qualitätssteigerung und die Einführung der erfolgreichen Ultimate Comics zur Jahrtausendwende. Auch mit dem Verkauf von Lizenzen für Spielzeug, Kleidung und Videospielen wurde fortan Einkommen generiert.
Nachdem Filme wie Howard the Duck in der Vergangenheit künstlerische und finanzielle Desaster gewesen waren, wagte man zur größeren Vermarktung einen erneuten Sprung in die Filmbranche mit der kreativen Kontrolle seitens Marvel und der Produktion, sowie dem Vertrieb durch große Filmstudios. Nachdem Filme wie X-Men, Spider-Man und Daredevil  zu Kassenschlagern wurden und Marvel jedoch nur einen geringen Anteil der Gewinne erhielt, entschloss man sich im Jahr 2005 mit der gewagten Gründung von Marvel Studios selbstständig Filme zu produzieren und bei einem kommerziellen Erfolg den Großteil der Gewinne für sich selbst beanspruchen zu können. Mit dem gelungenen Start des ersten eigenständigen Films Iron Man durch u. a. die herausragende Verkörperung der Comicfigur Iron Man durch Robert Downey Jr. und der Veröffentlichung weiterer erfolgreicher Filme innerhalb des vernetzten fiktiven Film-Universums Marvel Cinematic Universe, wurde dieses im Laufe der Jahre zum erfolgreichsten Film-Franchise aller Zeiten, woraus im Jahr 2009 der Aufkauf von Marvel Entertainment durch Disney resultierte.
Um mit den Comics als Kerngeschäft, wie bereits mit der muslimischen Heldin Ms. Marvel, verstärkt internationales Interesse erlangen zu können, engagiert Marvel-Chefredakteur C. B. Cebulski in Asien einheimische Zeichner, um Comics eine asiatische Note zu verleihen, sodass in Asien mit den marktführenden Manga-Comics konkurriert werden kann.

## Liste der Interviewpartner
| Namen           | Beschreibung                                          | Bild |
| --------------- | ----------------------------------------------------- | ---- |
| Danny Fingeroth | Comicautor und Marvel-Redakteur (1977–1995)           |      |
| Sean Howe       | Journalist und Autor                                  |      |
| Lou Bank        | Marvel-Vertriebschef (1987–1993)                      |      |
| Jerry Hinds     | Präsident der Association of Comic Artists (Singapur) |      |
| Jeff Ayers      | Forbidden-Planet-Geschäftsführer                      |      |
| Peter Cuneo     | Marvel-Geschäftsführer (1999–2002)                    |      |
| Gary Choo       | Comiczeichner                                         |      |
| C. B. Cebulski  | Marvel-Chefredakteur                                  |      |

## Hintergrund
Der von Indra Nienhaus für die britische Firma Make Productions produzierte Dokumentarfilm wurde am 15. November 2017 als Teil der dritten Staffel von der singapurischen Dokumentarserie Inside the Storm des Nachrichtenkanals Channel NewsAsia veröffentlicht. Mit der durch ZDF Digital bearbeiteten deutschen Fassung erfolgte die Veröffentlichung in Deutschland am 10. November 2019 auf ZDFinfo.